# Duane Da Rocha
Duane Da Rocha Marcé (Brasília, 7 gennaio 1988) è una nuotatrice brasiliana naturalizzata spagnola.

## Carriera
Fortemente specializzata nel dorso, ha vinto diverse medaglie a livello continentale e mondiale sia in vasca lunga che in vasca corta.

## Palmarès
- Mondiali in vasca corta

Istanbul 2012: bronzo nei 200m dorso.
- Europei

Budapest 2010: bronzo nei 200m dorso.
Debrecen 2012: bronzo nei 200m dorso.
Berlino 2014: oro nei 200m dorso.
- Europei in vasca corta

Eindhoven 2010: oro nei 200m dorso e bronzo nei 100m dorso.
Stettino 2011: argento nei 200m dorso.
- Giochi del Mediterraneo

Pescara 2009: argento nei 100m dorso, nei 200m dorso e nella 4x100m misti.
Tarragona 2018: argento nei 50m dorso e nella 4x100m misti.
- Universiadi

Shenzhen 2011: bronzo nei 200m dorso.